# Berliner Illustrirte Zeitung
Pour les articles homonymes, voir BIZ.

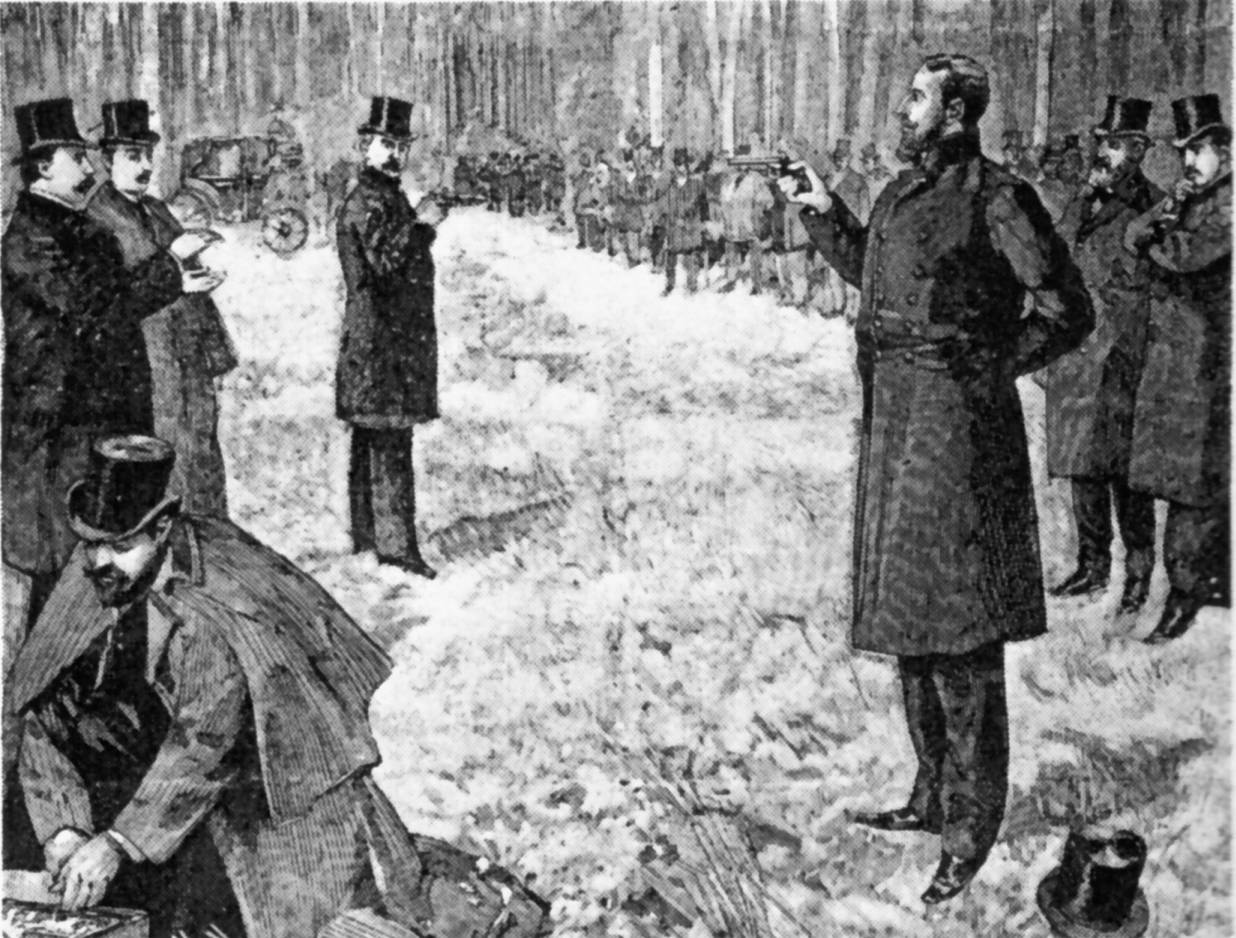
Duel entre Georges Clemenceau et Paul Déroulède, gravure parue le 21 décembre 1892 dans la Berliner Illustrierten.

Le Berliner Illustrirte Zeitung (BIZ) est un journal illustré hebdomadaire allemand créé en 1892 et disparu en 1945. Publié par Ullstein-Verlag, il tirait à près de deux millions d'exemplaires à la fin des années 1920, et encore à 1,2 million en 1938.
Le Neue Berliner Illustrierte (de) fut créé par la suite en 1945 en République démocratique allemande et parut pour la dernière fois en 1991.